# Lorraine-Dietrich Type CFER
Der Lorraine-Dietrich Type CFER ist ein Pkw-Modell der 1900er Jahre. Hersteller war Lorraine-Dietrich in Frankreich.

## Beschreibung
Das Modell stand nur 1908 im Sortiment. Vorgänger war der Type ER und Nachfolger der Type CGER.
Der Motor entstand nach einer Lizenz von Turcat-Méry. Er ist ein Vierzylinder-Reihenmotor. Er ist als L-Kopf-Motor mit SV-Ventilsteuerung ausgeführt. Jeweils zwei Zylinder sind paarweise zusammengegossen. 146 mm Bohrung und 180 mm Hub ergeben 12.054 cm³ Hubraum. Der Motor war damals in Frankreich steuerlich mit 60/70 CV eingestuft.
Der Motor ist vorn längs im Fahrgestell eingebaut. Er treibt über ein Vierganggetriebe und Ketten die Hinterräder an. Die Bremse wirkt zeittypisch nur auf die Hinterachse.
Der Radstand beträgt 330 cm.

## Renneinsätze
Henri Rougier nahm am 1. Juni 1908 am Rennen von Sankt Petersburg nach Moskau teil.